# Стара Љесна
Стара Љесна (слч. Stará Lesná) насељено је мјесто са административним статусом сеоске општине (слч. obec) у округу Кежмарок, у Прешовском крају, Словачка Република.

## Становништво
| Година:    | 1994. | 2004.    | 2014.   | 2024.   |
| ---------- | ----- | -------- | ------- | ------- |
| Број људи: | 761   | 938      | 1006    | 985     |
| Разлика:   |       | +23,25 % | +7,24 % | -2,08 % |

| Година:    | 2023. | 2024.   |
| ---------- | ----- | ------- |
| Број људи: | 986   | 985     |
| Разлика:   |       | -0,10 % |

Према подацима о броју становника из 2011. године насеље је имало 1.009 становника.